# C/1870 K1 Winnecke
C/1870 K1 Winnecke è una cometa non periodica scoperta dall'astronomo tedesco Friedrich A. T. Winnecke il 30 maggio 1870. La cometa ha due particolarità: un'orbita retrograda e una MOID con la Terra di sole 0,004 ua.

## Possibile sciame correlato
Gli elementi orbitali della cometa mostrano che la sua orbita ha una MOID di sole 0,004 ua con l'orbita della Terra. Questo fatto porta ad ipotizzare che la cometa possa generare uno sciame meteorico con le seguenti caratteristiche: data del picco 14,8 agosto nel 1870, 16,5 agosto nel 2017, velocità geocentrica 51,56 km/s, radiante durante il massimo alle coordinate celesti 2 H 46 M di ascensione retta e +46,8° di declinazione, corrispondenti ad un punto nella costellazione del Perseo situato a circa 2,5° dalla stella Theta Persei. L'esistenza di questo ipotetico sciame meteorico non è ancora stata dimostrata probabilmente anche per il fatto che il suo radiante è situato nei pressi di quello delle Perseidi, il suo picco capiterebbe circa un giorno dopo di quello delle Perseidi, mescolando così le sue meteore con quelle della coda del massimo principale delle Perseidi, inoltre le velocità delle meteore dei due sciami sono molto simili, indistinguibili ad occhio nudo.